# 奥尔内斯区
奥尔内斯区是冰岛西峽灣區的市镇。市镇面积为705平方公里，人口数量为47人（2023年）。